# دانيال بتروف
دانيال بتروف (بالبلغارية: Даниел Петров)‏ (8 سبتمبر 1971 بفارنا في بلغاريا - ) هو ملاكم بلغاري، صنّف ضمن فئة وزن الذبابة. شارك في الألعاب الأولمبية الصيفية 1996 والملاكمة في الألعاب الأولمبية الصيفية 1996 – وزن الذبابة الخفيف والألعاب الأولمبية الصيفية 1992.

## وصلات خارجية
- دانيال بيتروف على موقع أوليمبيديا (الإنجليزية)